# Ewhurst (East Sussex)
Ewhurst is een civil parish in het bestuurlijke gebied Rother, in het Engelse graafschap East Sussex met 1130 inwoners.